# Margodadi (Sumberejo)
Margodadi is een bestuurslaag in het regentschap Tanggamus van de provincie Lampung, Indonesië. Margodadi telt 2561 inwoners (volkstelling 2010).